# Supersmering
Supersmering (Engels: superlubricity) is een verschijnsel waarbij op atomaire schaal de wrijving tussen twee objecten (bijna) volledig verdwijnt. Het verschijnsel is al in 1990 voorspeld, maar pas in 2003 experimenteel waargenomen bij grafiet.

## Ontstaan
Een microscopisch glad oppervlak van een kristallijn materiaal vormt een structuur met heuvels en gaten. Wanneer nu een ander oppervlak met dezelfde structuur eroverheen glijdt, kan er wrijving ontstaan wanneer de "heuvels" van het ene oppervlak in de "gaten" van het andere oppervlak vallen. Bij atomair gladde, monokristallijne oppervlakken zal dat alleen gebeuren wanneer de oppervlakken een bepaalde oriëntatie t.o.v. elkaar hebben. Als zij niet de juiste oriëntatie hebben, zullen de twee oppervlakken niet "in elkaar passen" en zal de wrijving tussen de twee oppervlakken vrijwel volledig wegvallen. Dit effect werd in 1990 voorspeld op grond van theoretische argumenten.

## Meting
In 2003 werd dit verschijnsel nauwkeurig gemeten bij grafiet door Martin Dienwiebel in de groep van Joost Frenken in het Kamerlingh Onnes Laboratorium van de Universiteit Leiden. Dit gebeurde met behulp van een variant op atomic force microscopy, waarbij zijdelingse krachten nauwkeurig worden gemeten terwijl een kleine naald over het oppervlak van grafiet wordt getrokken. Grafiet is een bekend droog smeermiddel. Het bestaat uit lagen waarin koolstofatomen in een plat zeshoekig rooster zijn gerangschikt. In één geval bleek de wrijving vrijwel volledig weg te vallen tenzij de naald onder bepaalde hoeken werd gedraaid, die precies 60° uit elkaar lagen. Aangenomen wordt dat een enkel "vlokje" grafiet aan de naald vast zat, en men dus niet de wrijving tussen de naald en het oppervlak mat, maar tussen het vlokje grafiet en de laag grafiet daaronder, en dat men hier dus een experimentele realisatie van het verschijnsel "supersmering" heeft waargenomen.